# Alchemilla sibirica
Alchemilla sibirica é uma espécie de rosácea do gênero Alchemilla, pertencente à família Rosaceae.